# Písecká Smoleč (hradiště)
Hradiště Písecká Smoleč je pravěké a raně středověké hradiště jižně od Písecké Smolče u Slabčic v okrese Písek v Jihočeském kraji. Nachází na ostrožně zvané Hradiště asi 1,5 kilometru jižně od vesnice. Hradiště bylo osídleno v době bronzové a později v době hradištní. Lokalita je chráněna jako kulturní památka.

## Historie
V odborné literatuře se hradiště poprvé objevilo zásluhou Martina Koláře v roce 1868. První archeologický výzkum zde provedl Josef Švehla, který na akropoli odkryl objekt s plochou 9 m², jehož konstrukce byla částečně kamenná a vyplněná uhlíkatou vrstvou se zvířecími kostmi a keramickými střepy z doby hradišní. Malý archelogický výzkum zde vedl také Bedřich Dubský, který zde nalezl keramiku z období knovízské kultury mladší doby bronzové a větší soubor střepů z devátého a desátého století. Není jisté, zda hradiště existovalo už v době bronzové, ale určitě zde stávalo v raném středověku, ze kterého pravděpodobně pochází vnější opevnění.

## Stavební podoba
Staveništěm hradiště se stala ostrožna, která vybíhá z pravé strany do údolí Vltavy. Ze severu ji dále vymezuje údolí Slabčického potoka a z jihu údolí Vranovského potoka. Strmé svahy, které akropoli poskytovaly dostatečnou přirozenou ochranu, jsou skryté pod úrovní hladiny vodní nádrže Orlík. Celková rozloha trojdílného hradiště měří čtyři hektary, ale plocha akropole dosahuje pouze 0,6 hektarů. Přístup na ni umožňuje pouze 25 metrů široká šíje, kterou chránil val rozvezený v letech 1916–1920. Za šíjí na akropoli navazovala dvě předhradí. Malé vnitřní předhradí plnilo pouze obranou funkci, ale z jeho opevnění se dochovala jen nevýrazná terénní vlna. Větší vnější předhradí chránila hradba zachovaná v podobě 200 metrů dlouhého obloukovitého valu vysokého až dva metry. Na vnější straně valu je patrný příkop až dva metry hluboký a šest až osm metrů široký.